# STS-51A
STS-51A e четиринадесетата мисия на НАСА по програмата Спейс шатъл и втори полет на совалката Дискавъри.

## Екипаж
| Пост                    | Астронавт                            |
| ----------------------- | ------------------------------------ |
| Командир                | Фредерик Хоук втори космически полет |
| Пилот                   | Дейвид Уокър първи космически полет  |
| Специалист на мисията 1 | Ана Фишър първи космически полет     |
| Специалист на мисията 2 | Дейл Гарднър втори космически полет  |
| Специалист на мисията 3 | Джоузеф Алън втори космически полет  |

- Броят на полетите е преди и включително тази мисия.

## Полетът
Тази мисия е уникална с това, че за първи път са изведени в орбита със совалка 2 комуникационни спътника, а са прибрани и върнати на земята други 2.
На втория ден от мисията е изведен канадския спътник Anik D2, a на третия – „SYNCOM IV-I“ (Leasat 1). След това совалката прави серия от маневри за среща със спътниците, които трябва да се приземят. Тези спътници са изведени на неправилни орбити по време на мисия STS-41B поради проблемите с основните двигатели на совалката. Орбитата на спътника „Palapa B-2“ e свалена по команда от Земята от около 970 km на 340 за среща със совалката. На 5-ия ден от полета астронавтите Дж. Алън и Д. Гарднър правят космическа разходка и подпомагат оператора на Канадарм – Ана Фишър за улавяне и прибиране на спътника в товарния отсек на совалката. На следващия ден е прибран и спътника „Westar 6“. По време на този полет е използвана за последен път т. нар. маневрираща раница (на английски: Manned Maneuvering Unit) (MMU). От тази мисия нататък всички космически разходки, включително и в руската космическа програма астронавтите са „вързани“ по някакъв начин за превозното средство около което работят.
По време на полета е извършен експеримент по смесване на органични разтворители (DMOS). Това е първият от редица научни експерименти с органични полимери по заявка на корпорация 3M. Този експеримент е успешен и получената от него химическа смес е върната на „3М“.
Втората мисия на совалката „Дискавъри“ приключва в 7 часа EST на 16 ноември, с кацане на писта 33 в Космическия център „Кенеди“, след полет с продължителност 7 денонощия 23 часа и 45 минути и извършени 126 обиколки около Земята. Това е третото приземяване на космическата совалка в КЦ „Кенеди“ и петата и последна мисия по програма „Спейс Шатъл“ за 1984 г.

## Параметри на мисията
- Маса:
  - При старта: 119 441 кг
  - При кацането: 94 120 кг
  - Полезен товар: 20 550 кг
- Перигей: 286 км
- Апогей: 297 км
- Инклинация: 28,4°
- Орбитален период: 90.4 мин

### Космически разходки
| № | Участници                   | Начало                    | Край                      | Продължителност  |
| - | --------------------------- | ------------------------- | ------------------------- | ---------------- |
| 1 | Джоузеф Алън и Дейл Гарднър | 12 ноември 1984 13:25 UTC | 12 ноември 1984 19:25 UTC | 6 часа 0 минути  |
| 2 | Джоузеф Алън и Дейл Гарднър | 14 ноември 1984 11:09 UTC | 14 ноември 1984 16:51 UTC | 5 часа 42 минути |

## Галерия
- Извеждането на „Syncom IV-1“.
- Астронавта Гарднър бута спътника Westar 6 за прибиране.
- Отново Гарднър „обявява“ за продан спътниците „Palapa B-2“ и „Westar 6“.
- „Palapa B-2“ е прибран в товарното отделение на совалката.